# شصت بيتش السفلي (بزنجان)
شصت بیتش السفلی (بالفارسية: شصت‌پیچ سفلی) هي قرية تقع في إيران في قسم بزنجان الريفي. يقدر عدد سكانها بـ 169 نسمة .